# Rhythm Drives Me Crazy
Rhythm Drives Me Crazy är tillsammans med "Let It Rain" (som släpptes samma dag) BWO:s andra singel  från deras fjärde album Fabricator.  "Rhythm Drives Me Crazy" var officiell låt för Sveriges damlandslag i fotboll i VM 2007. 

## Listplaceringar
| Lista (2007) | Position |
| ------------ | -------- |
| Finland      | 13       |
| Sverige      | 35       |

### Fotnoter
1. ↑  ”Svensk mediedatabas”. http://smdb.kb.se/catalog/id/002123784. Läst 26 maj 2011.
2. ↑  ”Svensk mediedatabas”. http://smdb.kb.se/catalog/id/002123786. Läst 26 maj 2011.
3. ↑  ”Svenska Fotbollförbundet”. 20 juni 2007. Arkiverad från originalet den 30 september 2007. https://web.archive.org/web/20070930201738/http://www.svenskfotboll.se/t2ll.aspx?p=152177&x=1&a=919648. Läst 26 maj 2011.
4. ↑  Listplacering
5. ↑  Listplacering